# آرپاشن (گوله)
آرپاشن (به ترکی استانبولی: Arpaşen، به ارمنی: Արփաշեն) یک منطقهٔ مسکونی در ترکیه است که در گوله (شهر) واقع شده‌است.